# Codex Rohonczi
Codex Rohonczi är en uppsättning skrifter som är skrivna med ett okänt skriftsystem.

## Historia
Codexens ursprung är ovisst, då den 1838 donerades till Ungerska Vetenskapsakademin av Gusztav Batthyány, en ungersk greve, tillsammans med hela dennes bibliotek.
Den uppkallades efter staden Rohoncz i västra Ungern (nuvarande Rechnitz i Österrike), där den förvarades fram till 1907, då den flyttades till Budapest. Samma år omnämns codexen i ett verk av Béla Tóth, Rare Hungarian Writings ("Sällsynta ungerska skrifter"). Den sändes till den tyske forskaren Bernhard Jülg, professor vid Innsbrucks universitet, men han misslyckades med att översätta den och hävdade därtill att codexen saknar betydelse.
De flesta ungerska forskare menar att handskriften är ett skämt, utfört av Sámuel Literáti Nemes (1796–1842), en transsylvansk-ungersk antikvarie, medgrundare av Széchényi-nationalbiblioteket i Budapest, ökänd för många förfalskningar (de flesta från 1830-talet), som bedrog några av de främsta ungerska lärde under hans egen tid. Denna uppfattning framfördes första gången 1866 av Károly Szabó (1824–1890), ungersk historiker.

## Innehåll och utseende

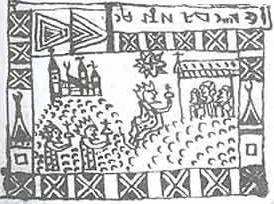
En illustration ur codexen

Codexen har 448 papperssidor (12x10 cm), var och en med mellan nio och fjorton rader text. Utöver texten finns sammanlagt 87 bilder med religiösa scener, lekmannascener och militära scener. De grova illustrationerna antyder en miljö där kristendom, hedendom och islam samexisterar, då kors, halvmånar och svastikor alla förekommer talrikt.
Antalet symboler som förekommer i codexen är ungefär tio gånger så högt som något känt alfabets, men vissa tecken har använts mycket sällan, så det kan röra sig om piktogram snarare än bokstäver. Högermarginalens räthet tycks indikera att symbolerna tecknades ner från höger till vänster.
Studium av pappret visar att det troligen är venetianskt papper tillverkat på 1430-talet. Detta behöver dock inte innebära att texten är från den tiden.

## Språk
Språket som codexen är skriven på är okänt. Ungerska, dakiska, tidig rumänska och kumanska har alla föreslagits.